# The Man in White
The Man in White (en japonés: 許されざる者, Yurusarezaru mono?) es una película japonesa de acción y yakuza, dirigida por Takashi Miike en 2003. Fue editada en dos partes que se rodaron simultáneamente y hay un único corte internacional condensada en 150 minutos. El visionado de las dos partes por separado nos permitirá profundizar más en la película y en los personajes, debido a que la duración de las dos partes conjuntas es mayor que la duración de la película condensada. 

## Argumento
El protagonista, Asuza, es un yakuza, siempre vestido de blanco, que se ha criado en la calle y quedó marcado por la trágica muerte de sus padres. El padre es asesinado por su hermanastro y posteriormente la madre se suicida. Un sentimiento de culpa ha estado torturando a Azusa, pero consigue seguir adelante gracias al apoyo y a la figura paterna que encuentra en su jefe. Lamentablemente, el destino volverá a jugarle una mala pasada, cuando su superior muera repentinamente asesinado en su presencia. El hombre de blanco buscará obsesivamente al asesino, para descubrir una trama más compleja de lo que había imaginado en un principio. 

## Reparto
| Actor               | Papel               |
| ------------------- | ------------------- |
| Masaya Kato         | Azusa Moribe        |
| Tatsuya Fuji        | Gunji Serita        |
| Kazuki Kitamura     | Shinichi Mizutani   |
| Masahiko Tsugawa    | Hikokuro Renjo      |
| Renji Ishibashi     | Yasumasa Sakazaki   |
| Jinpachi Nezu       | Yukinaga Shiraishi  |
| Ryōsuke Miki        | Tetsuro Watari      |
| Shigeru Kōyama      | Takatoki Kitabatake |
| Hiroshi Katsuno     | Masatoshi Tojo      |
| Masaki Nomura       | Teruhisa Sada       |
| Mitsuru Hirata      | Tokisada Asakura    |
| Ken'ichi Endô       | Niimi               |
| Kazuyoshi Ozawa     | Tomoda              |
| Yoshiyuki Yamaguchi | Mizota              |
| Yasukaze Motomiya   | Nakamoto            |
| Shoko Aida          | Yoko Moribe         |
| Narimi Arimori      | Madre de Azusa      |
| Masaomi Kondō       | Seigen Tsujido      |
| Hiroyuki Nagato     | Yutatsu Ohara       |
| Hiroki Matsukata    | Shiro Sakai         |
| Nobuo Kawai         |                     |
| Chikage Natsuyama   |                     |
| Naomi Akimoto       |                     |

## Otros créditos
- Producido por: Yasuko Natsuyama.
- Productor ejecutivo: Shizuka Natsuyama.
- Planificación: Shigenori Takechi, Tsuneo Seto y Fujio Matsushima.
- Cooperación en planificación: Shōichirō Natsuyama y Shigeji Maeda.
- Diseñador de producción (arte): Tatsuo Ozeki.
- Productor de línea: Masashi Minami.
- Iluminación: Sosuke Yoshikado.
- Productores: Michinao Kai, Kôzô Tadokoro y Makiko Natsuyama.
- Producida y distribuida por: Cinema Paradise.
- Producido por: Genex.
- Cooperación de producción: Rakueisha.
- Cooperación en distribución: Image Forum.
- Publicidad: Omron.

## The Man in White Part 1
The Man in White (en japonés: 
許されざる者 第一章 「獅子の血戦」,  Yurusarezaru mono daiisshô: Shishi no kessen?) es el título de la primera parte de película japonesa The Man in White de 2003, dirigida por Takashi Miike, que se dividió en dos partes y que cuenta con una duración de 95 minutos.

## The Man in White Part 2
The Man in White Part 2: Requiem for the Lion (en japonés: 許されざる者 第二章 獅子たちの鎮魂歌, Yurusarezaru mono dainishô: Shishi-tachi no chinkonka?) es el título de la segunda parte de la película japonesa The Man in White de 2003, dirigida  por Takashi Miike, que se dividió en dos partes y que cuenta con una duración de 108 minutos.  

## Lanzamiento
The Man in White se estrenó 29 de marzo de 2003 en Japón, el 11 de abril de 2003 en el Festival du Film Policier de Cognac de Francia, y en julio de 2003 en el Festival Internacional de Cine Fantasia de Canadá. Fue editada en dos partes para su lanzamiento en VHS y DVD. Se lanzó en Japón en VHS editado por Cinema Paradise y distribuido por Toei Video Company, y en DVD lanzada en dos ediciones distintas distribuidas por All In Entertainment, y por Cinema Paradise, Endless y Pointage. 

## Recepción
J. Justo Moncho en una reseña para Ciempiés Magazine, escribió: «Las actuaciones, como es habitual en el cine japonés, son muy buenas impidiendo destacar alguna en particular, así que prefiero destacar la cinta en su conjunto, que, independientemente de la descuidada fotografía, es una de esas maravillas que te alegras de haber encontrado por casualidad. Puede que sea por lo fiel y fanático que soy de este carismático director, pero esta obra no merece menos de un notable pues es sin duda el mejor trabajo de Takashi Miike». 
Pedro Morata en una reseña para Asian Movie Pulse, escribió: «Miike vuelve para traernos una película violenta, llena de acción, con una trama muy bien escrita, sencilla pero efectiva, centrada en el mundo de los Yakuzas y más exactamente, desarrollado el tema de la venganza, todo adornado con los típicos y antiestéticos estilos del director. Ambas películas se complementan. Si bien uno bien podría ver la primera parte y dejarla ahí sin más, considero que el visionado está incompleto sin su segunda parte. La primera  se centra más en la venganza personal de Azusa y en la presentación de los personajes, con mucha acción de por medio; pero en la segunda película se pone mucho más énfasis en los conflictos y el pasado de los personajes, entendiendo así muchos factores que quedaron a mitad de camino en la primera película».

## Premios
- Premio al Mejor Actor para Tatsuya Fuji en los Premios de la Academia Japonesa de 2004. [9]